# Principi d'Anna Karènina

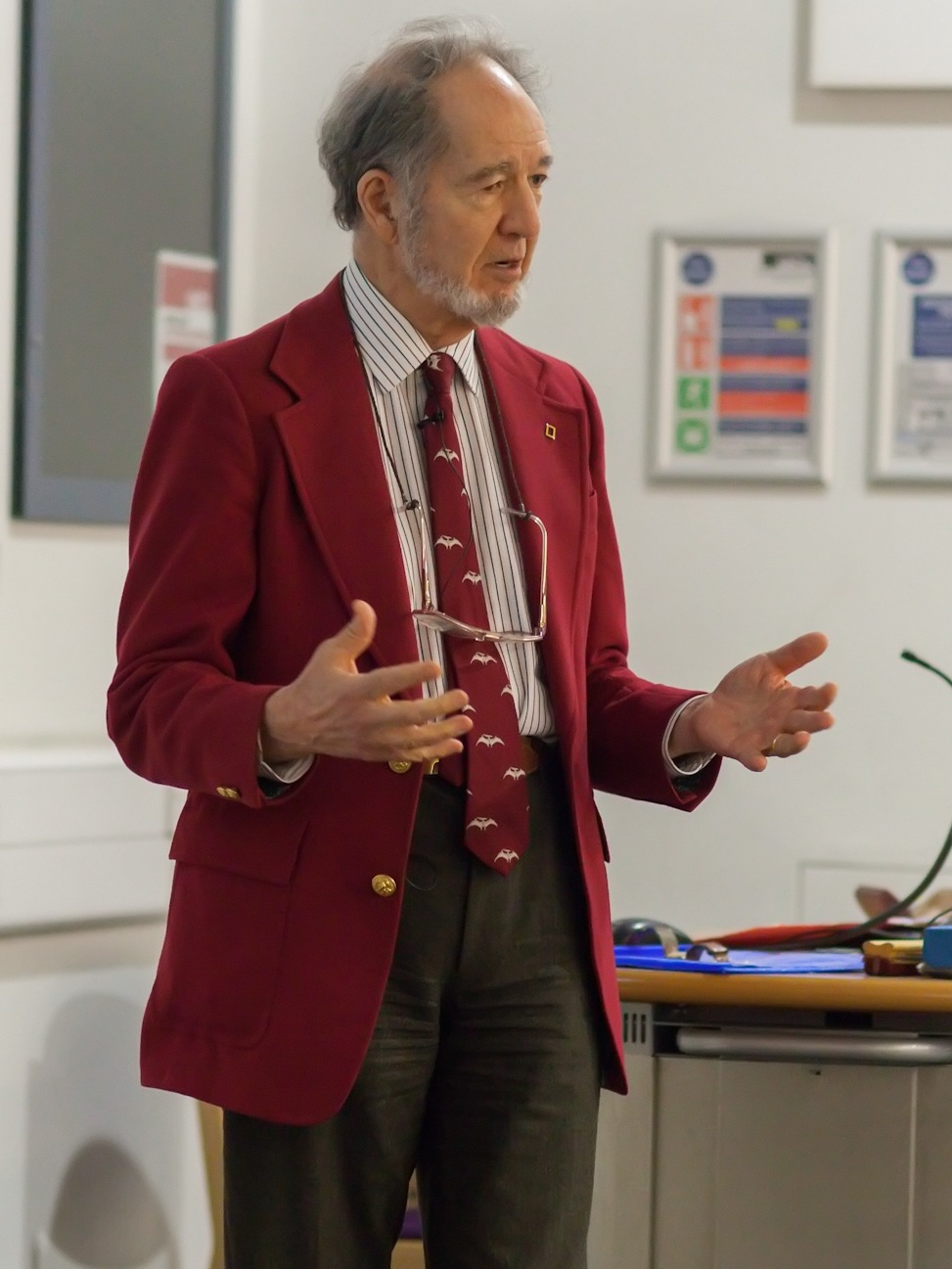
Jared Diamond en una imatge al University College de Londres.

El principi d'Anna Karènina fou popularitzat per Jared Diamond, en el seu llibre Guns, Germs, and Steel ('Pistoles, gèrmens i acer'). Descriu qualsevol empresa en la qual la deficiència en una de les circumstàncies que hi concorren condueix irremissiblement al seu fracàs. Consegüentment, perquè una empresa d'aquesta naturalesa sigui reeixida, totes les possibles deficiències han de ser evitades.
El nom del principi deriva de la primera frase de la coneguda novel·la Anna Karènina de Lleó Tolstoi:
| « | Totes les famílies felices s'assemblen; cada família infeliç ho és a la seva manera. (en rus: "Все счастливые семьи похожи друг на друга, каждая несчастливая семья несчастлива по-своему".) | » |

Jared Diamond utilitza aquest principi per a il·lustrar metafòricament per què tan pocs animals han pogut ser domesticats al llarg de la història. Qualsevol deficiència en un sol d'una sèrie de factors fa que una espècie no pugui ser domesticada. Totes les espècies que han pogut ser domesticades ho han estat perquè no reunien cap característica negativa que en fes impossible la domesticació. Segons Diamond, hi ha sis principals grups de raons que poden provocar que una espècie no sigui domesticable:
- Dieta: per a ser candidata a la domesticació, una espècie ha de ser fàcilment alimentable. Els animals omnívors i no excessivament selectius en el menjar hi són els millors candidats.
- Velocitat de creixement: l'espècie ha de créixer amb suficient rapidesa perquè la seva criança sigui econòmicament viable.
- Procreació en captivitat: l'espècie ha de procrear fàcilment. Espècies amb rituals d'aparellament o amb necessitat de privadesa dificulten la procreació en granges.
- Agressivitat: algunes espècies són excessivament agressives per a ser domesticables. Per exemple, les quatre espècies de zebra africana, que per la seva força serien molt valuoses per a la domesticació (com ho és el cavall), són massa agressives i independents per a ser domades i, en conseqüència, domesticades. Aquesta agressivitat ha estat indispensable perquè la zebra pogués adaptar-se a viure en l'entorn hostil africà.
- Tendència a la por pànica: les diverses espècies estan genèticament predisposades a reaccionar de manera diferent davant el perill. Espècies que fugen ràpidament són difícils de domesticar. En canvi, espècies que per exemple es mantenen estàtiques, o s'intenten confondre amb el ramat, hi són bones candidates.
- Estructura social: animals solitaris i independents són mals candidats a la domesticació. En canvi, espècies amb una jerarquia social ben definida, o fins i tot espècies que poden projectar en l'ésser humà la figura de cap del ramat hi són molt bones candidates.